# كامل منصور نيروز
كامل منصور نيروز (دسوق 1898 - 1987)، عالم متخصص في علم الحيوان، ومؤسس كلية العلوم بجامعة عين شمس وأول عميد لها عام 1950، وأسس قسم علم الحيوان في نفس السنة.

## جوائز وأوسمة
- جائزة الدولة التقديرية عام 1980.
- وسام الاستحقاق من الطبقة الأولى عام 1981.[2]